# 本征态热化假说
本征态热化假说（或ETH ）是一组旨在解释何时以及为何可以使用平衡态统计力学准确描述孤立的量子力学系统的想法。特别的，它致力于了解最初在远离平衡状态下制备的系统如何及时演化到似乎处于热平衡的状态。 “本征态热化”一词最初由 Mark Srednicki 于 1994 年提出， 此前 Josh Deutsch 于 1991 年提出了类似的想法本征态热化假说的基本原理是，我们不应该像经典力学那样通过动力学混沌机制来解释热力学系统的遍历性，而应该检查系统的单个能量本征态中可观测量的矩阵元素的性质。

## 动机
在统计力学中，微正则系综是一种特殊的统计系综，用于预测在孤立系统上进行的实验结果，这些系统被认为处于确切已知能量的宏观平衡状态。微正则系综基于这样的假设：当探测这样一个平衡系统时，在具有相同总能量的任何微观状态下发现它的概率具有相等的概率。 有了这个假设， 可观察量的整体平均值是通过对该可观察量在所有总能量符合的微观状态$i$上的平均$A_i$得到的: 
{\displaystyle {\bar {A}}_{\mathrm {classical} }={\frac {1}{N}}\sum _{i=1}^{N}A_{i}}
重要的是，除了能量之外，这个量与初始状态的一切无关。
由于动力学混沌的结果，遍历性假设在经典力学中得到了很好的推动，因为混沌系统通常会在其相空间的相同区域中花费相同的时间。 如果我们在相空间的某些区域准备一个孤立的、混沌的经典系统，那么当允许该系统随时间演化时，它将对其整个相空间进行采样，仅服从少量守恒定律（例如守恒定律）的总能量）。如果人们能够证明给定的物理系统是遍历的，那么这一机制将为统计力学为何能够成功地做出准确的预测提供解释。例如，硬球气体已被严格证明是遍历的。 
这个论点不能直接扩展到量子系统，即使是类似于混沌经典系统的量子系统，因为量子系统的时间演化并不能以给定的能量对希尔伯特空间中的所有向量进行均匀采样。 在零时刻在能量本征态基底上给出一个初态
{\displaystyle |\Psi (0)\rangle =\sum _{\alpha }c_{\alpha }|E_{\alpha }\rangle ,}
任何可观测值的期望值{\displaystyle {\hat {A}}}是
{\displaystyle \langle {\hat {A}}\rangle _{t}\equiv \langle \Psi (t)|{\hat {A}}|\Psi (t)\rangle =\sum _{\alpha ,\beta }c_{\alpha }^{*}c_{\beta }A_{\alpha \beta }e^{-i\left(E_{\beta }-E_{\alpha }\right)t/\hbar }.}
即使{\displaystyle E_{\alpha }}的分布是不均匀的，因此该观察量的长时间期望值由下式给出
{\displaystyle \langle {\hat {A}}\rangle _{t}{\overset {t\to \infty }{\approx }}\sum _{\alpha }\vert c_{\alpha }\vert ^{2}A_{\alpha \alpha },}
期望值以系数的形式永久保留初始状态的知识{\displaystyle c_{\alpha }} 。
因此，原则上，一个悬而未决的问题是，在任意初始状态下制备的孤立量子力学系统是否会接近类似于热平衡的状态，在该状态下，少数可观测量足以对系统做出成功的预测。然而，在冷原子气体中进行的各种实验确实观察到系统中的热弛豫，这些系统非常接近地与环境完全隔离，并且具有多种初始状态。  解释实验观察到的平衡统计力学对孤立量子系统的适用性的任务是本征态热化假说的主要目标。

## 陈述
假设我们正在研究一个孤立的量子力学多体系统。在本文中，“隔离”是指系统与其外部环境没有（或至少可以忽略不计）交互。如果系统的哈密顿量表示为{\displaystyle {\hat {H}}} ，然后根据哈密顿量的本征态给出系统的一组完备本征基，
{\displaystyle {\hat {H}}|E_{\alpha }\rangle =E_{\alpha }|E_{\alpha }\rangle ,}
此处{\displaystyle |E_{\alpha }\rangle }是具有本征值值{\displaystyle E_{\alpha }}的哈密顿量本征态 。我们将这些状态简称为“能量本征态”。为了简单起见，我们假设系统的能量本征值不存在简并性，并且其范围是有限的，因此能量本征值形成离散的、非简并的谱（这並裶是一个不合理的假设，因为任何「現實」的实验室系统往往具有足够的无序性和足够强的相互作用，以消除系统中几乎所有的简并性，当然，其规模也是有限的 ）。这使我们能够按照能量本征值递增的顺序来标记能量本征态。此外，考虑一些其他量子力学可观察的{\displaystyle {\hat {A}}} ，我们希望对其进行热力学预测。该算子的矩阵元素，以能量本征态表示，为
{\displaystyle A_{\alpha \beta }\equiv \langle E_{\alpha }|{\hat {A}}|E_{\beta }\rangle .}
现在，我们假设我们将系统制备在某初態，其{\displaystyle {\hat {A}}}的期望值，与在适合所讨论的能量尺度的微正则系综中预测的值相去甚远（我们假设我们的初始状态是能量本征态的某种叠加，被疊加的本徵態在能量上都足够“接近”）。本征态热化假说指出，对于任意初始状态，期望值{\displaystyle {\hat {A}}}最终将及时演化到微正则系综所预测的值，此后将仅在该值附近表现出较小的波动，前提是满足以下两个条件： 
1. 对角矩阵元素{\displaystyle A_{\alpha \alpha }}作为能量的函数平滑变化，相邻值之差， {\displaystyle A_{\alpha +1,\alpha +1}-A_{\alpha ,\alpha }} ，随系统规模呈指数级减小。
2. 非对角矩阵元素{\displaystyle A_{\alpha \beta }} ， 即{\displaystyle \alpha \neq \beta } ，比对角矩阵元素小得多，特别是它们本身在系统规模上呈指数级减小。

这些条件可以写成
{\displaystyle A_{\alpha \beta }\simeq {\overline {A}}\delta _{\alpha \beta }+{\sqrt {\frac {\overline {A^{2}}}{\mathcal {D}}}}R_{\alpha \beta },}
此处{\displaystyle {\overline {A}}={\overline {A}}(E_{\alpha })}和{\displaystyle {\overline {A^{2}}}={\overline {A^{2}}}(E_{\alpha },E_{\beta })}是能量的平滑函数， {\displaystyle {\mathcal {D}}=e^{sV}}是多体希尔伯特空间的维度，并且{\displaystyle R_{\alpha \beta }}是均值为零且方差为一的随机变量。相反來說，如果量子多体系统满足 ETH，则任何表示在能量本征基中的局部算子的矩阵，都有望遵循上述假設。

## 对角系综和微正则系综的等价性
我们可以定义算子期望值的长期平均值{\displaystyle {\hat {A}}}根据表达式
{\displaystyle {\overline {A}}\equiv \lim _{\tau \to \infty }{\frac {1}{\tau }}\int _{0}^{\tau }\langle \Psi (t)|{\hat {A}}|\Psi (t)\rangle ~dt.}
如果我们使用该期望值的时间演化的显式表达式，我们可以写
{\displaystyle {\overline {A}}=\lim _{\tau \to \infty }{\frac {1}{\tau }}\int _{0}^{\tau }\left[\sum _{\alpha ,\beta =1}^{D}c_{\alpha }^{*}c_{\beta }A_{\alpha \beta }e^{-i\left(E_{\beta }-E_{\alpha }\right)t/\hbar }\right]~dt.}
该表达式中的积分可以准确得到，结果为
{\displaystyle {\overline {A}}=\sum _{\alpha =1}^{D}|c_{\alpha }|^{2}A_{\alpha \alpha }+i\hbar \lim _{\tau \to \infty }\left[\sum _{\alpha \neq \beta }^{D}{\frac {c_{\alpha }^{*}c_{\beta }A_{\alpha \beta }}{E_{\beta }-E_{\alpha }}}\left({\frac {e^{-i\left(E_{\beta }-E_{\alpha }\right)\tau /\hbar }-1}{\tau }}\right)\right].}
随着极限趋于无穷大，第二个求和中的每一项都会变得更小。假设第二个求和中不同指数项之间的相位相干性永远不会变得足够大以对抗这种衰减，第二个求和将变为零，并且我们发现期望值的长时间平均值为
{\displaystyle {\overline {A}}=\sum _{\alpha =1}^{D}|c_{\alpha }|^{2}A_{\alpha \alpha }.}
这种对可观察量{\displaystyle {\hat {A}}}的时间平均值的预测被称为对角系综中的预测值， 对角系综最重要的方面是它明确依赖于系统的初始状态，因此似乎保留了系统所有的初始信息。相反，微正则系综中的预测值由以系统平均能量为中心的某个能量窗口内所有能量本征态的等权平均值给出
{\displaystyle \langle A\rangle _{\text{mc}}={\frac {1}{\mathcal {N}}}\sum _{\alpha '=1}^{\mathcal {N}}A_{\alpha '\alpha '},}
此处{\displaystyle {\mathcal {N}}}是符合适当能量的状态数，求和指标上的撇表示求和仅限于该适当能量的微观状态。与对角系综不同，该预测完全不参考系统的初始状态。因此，目前尚不清楚为什么微正则系综应该对如此广泛的物理系统中可观测值的长期平均值提供如此准确的描述。
然而，假设矩阵元素{\displaystyle A_{\alpha \alpha }}在相关能量窗口内实际上是恒定的，波动足够小。如果这是真的，则可以有效地从总和中提取出这个常数值 A，并且对角系综的预测简单地等于该值，
{\displaystyle {\overline {A}}=\sum _{\alpha =1}^{D}|c_{\alpha }|^{2}A_{\alpha \alpha }\approx A\sum _{\alpha =1}^{D}|c_{\alpha }|^{2}=A,}
我们假设初始状态已归一化。同样，微正则系综的预测变为
{\displaystyle \langle A\rangle _{\text{mc}}={\frac {1}{\mathcal {N}}}\sum _{\alpha '=1}^{\mathcal {N}}A_{\alpha '\alpha '}\approx {\frac {1}{\mathcal {N}}}\sum _{\alpha '=1}^{\mathcal {N}}A=A.}
因此，两个系综得到的结果是一致的。
这种{\displaystyle A_{\alpha \alpha }}在小能量窗口守恒是本征态热化假说的主要思想。请特别注意，它指出了{\displaystyle {\hat {A}}}在单个能量本征态中的期望值等于在该能量尺度上构建的微正则系综所预测的值。这构成了量子统计力学的基础，它与建立在动态遍历性概念之上的经典统计力学完全不同。 

## 检验
对小晶格系统的一些数值研究似乎暂时证实了相互作用系统中本征态热化假说的预测，这些系统预计会热化。 同样，可积系统往往不遵守本征态热化假说。 
如果对高激发态的性质做出某些假设，也可以获得一些分析结果。 Mark Srednicki 于 1994 年发表的关于 ETH 的原始论文特别研究了绝缘盒子中的量子硬球气体的例子。众所周知，这是一个典型地表现出混沌的系统。 对于足够高能量的状态，这个硬球粒子多体系统中的能量本征函数将表现为平面波的叠加，这些平面波以随机相位和高斯分布的振幅进入叠加 （论文中阐明了这种随机叠加的精确概念）。在这一假设下，我们可以证明，在热力学极限内的修正可以忽略不计的情况下，每个单独的、可区分的粒子的动量分布函数等于麦克斯韦-玻尔兹曼分布
{\displaystyle f_{\rm {MB}}\left(\mathbf {p} ,T_{\alpha }\right)=\left(2\pi mkT\right)^{-3/2}e^{-\mathbf {p} ^{2}/2mkT_{\alpha }},}
此处{\displaystyle \mathbf {p} }是粒子的动量，m 是粒子的质量，k 是玻尔兹曼常数，“温度” {\displaystyle T_{\alpha }}根据理想气体的通常状态方程与本征态的能量相关，
{\displaystyle E_{\alpha }={\frac {3}{2}}NkT_{\alpha },}
其中 N 是气体中的粒子数。这个结果是 ETH 的具体表现，因为它导致对一种能量本征态中可观测值的预测，这与从微正则（或正则）系综得出的预测一致。请注意，没有对初始状态进行任何平均，也没有调用任何类似于H 定理的东西。此外，如果对构成气体的粒子施加适当的交换关系，还可以导出适当的玻色-爱因斯坦或费米-狄拉克分布。 
目前，人们还不清楚硬球气体的本征态能量必须有多高才能遵守 ETH。 一个粗略的标准是每个粒子的平均热波长足够小于硬球粒子的半径，以便系统可以探测经典导致混沌的特征（即粒子具有有限尺寸 ）。然而，可以想象，这个条件或许可以放宽，也许在热力学极限下，任意低能量的能量本征态都会满足ETH（除了基态本身，它需要具有某些特殊性质，对于例如，缺少任何节点 ）。

## 备选方案
人们经常提出对孤立量子系统热化的三种替代解释：
1. 对于物理兴趣的初态，系数{\displaystyle c_{\alpha }}表现出从本征态到本征态的大的涨落，其方式与{\displaystyle A_{\alpha \alpha }}从本征态到本征态的涨落完全不相关。由于系数和矩阵元素不相关，对角系综中的求和有效地执行了值的无偏采样{\displaystyle A_{\alpha \alpha }}超过适当的能量窗口。对于足够大的系统，这种无偏采样应该产生一个接近于{\displaystyle A_{\alpha \alpha }}的真实平均值，在此窗口上将有效地再现微正则系综的预测。然而，由于以下启发式原因，该机制可能不受欢迎。通常，人们对物理情况感兴趣，在这种情况下，{\displaystyle {\hat {A}}}的初始期望值远离其均衡值。为此，初始状态必须包含{\displaystyle {\hat {A}}}的某种特定信息 ，因此我们怀疑初始状态是否真正代表了值的无偏采样{\displaystyle A_{\alpha \alpha }}超过适当的能量窗口。此外，无论这是否属实，它仍然无法回答任意初始状态何时达到平衡（如果达到平衡）的问题。
2. 对于物理兴趣的初态，系数{\displaystyle c_{\alpha }}实际上是恒定的，并且根本不会涨落。在这种情况下，对角系综与微正则系综完全相同，并且它们的预测为何相同并不神秘。然而，这种解释并不受欢迎，原因与第一种解释大致相同。
3. 证明可积量子系统在参数的简单规则时间依赖性条件下热化，这表明宇宙的宇宙膨胀和最基本的运动方程的可积性最终是热化的原因。 [8]

## 期望值的时间涨落
ETH 对可观测量的对角线元素施加的条件负责对角线和微正则系综的预测的相等性。 然而，这些长时间平均值的相等并不能保证围绕该平均值的时间涨落会很小。也就是说，长时间平均值的相等并不能确保{\displaystyle {\hat {A}}}将稳定在这个长期平均值，然后大部分时间都停留在这个值上。
为了推断可观测量的期望值在其时间均值附近表现出小的涨落所需的条件，我们研究时间涨落的均方振幅，定义为
{\displaystyle {\overline {\left(A_{t}-{\overline {A}}\right)^{2}}}\equiv \lim _{\tau \to \infty }{\frac {1}{\tau }}\int _{0}^{\tau }\left(A_{t}-{\overline {A}}\right)^{2}dt,}
这里{\displaystyle A_{t}}是期望值的简写符号{\displaystyle {\hat {A}}}在时间 t。这个表达式可以显式计算，且
{\displaystyle {\overline {\left(A_{t}-{\overline {A}}\right)^{2}}}=\sum _{\alpha \neq \beta }|c_{\alpha }|^{2}|c_{\beta }|^{2}|A_{\alpha \beta }|^{2}.}
只要非对角元满足 ETH 的限制条件，即它们在系统规模中呈指数级衰减，关于长期平均值的时间涨落就会很小。  请注意，这种情况允许出现孤立的复苏时间，其中相位一致排列，以产生远离长时间平均值的大波动。 只要上述均方幅度足够小，系统远离长期平均值的时间就保证很小。  然而，如果一个系统呈现动态对称性，它将在长时间平均值附近周期性振荡。 

## 量子涨落和热涨落
量子力学可观测量的期望值表示对相同准备的量子态系综进行重复测量后测得的平均值。因此，虽然我们一直在研究这个期望值作为主要感兴趣的对象，但尚不清楚它在多大程度上代表了物理相关量。由于量子涨落，可观测值的期望值通常不是在孤立系统上进行的一次实验中测量到的值。然而，已经表明，对于满足 ETH 的可观测值，其期望值的量子涨落通常与传统微正则系综中预测的热涨落具有相同的数量级。  这进一步证实了 ETH 是导致孤立量子系统热化的潜在机制的观点。

## 一般有效性
目前，一般相互作用系统的本征态热化假说还没有已知的分析推导。 然而，在这些方法的不确定性范围内，使用数值精确对角化技术已经证明它对于各种相互作用的系统都是正确的。  在半经典极限的某些特殊情况下，它也被证明是正确的，其中 ETH 的有效性取决于 Shnirelman 定理的有效性，该定理指出，在经典的混沌系统中，算子{\displaystyle {\hat {A}}}在能量本征态中的期望值等于其在相应能量下的经典微正则平均值。 在相互作用的量子系统中是否可以更普遍地证明它是正确的仍然是一个悬而未决的问题。众所周知，某些可积系统会明显失效，在这些系统中，大量运动常数的存在会阻碍热化。 
同样需要注意的是，ETH 根据具体情况对特定可观察量做出声明 - 它不会对系统中的所有可观察量是否都会遵守 ETH 做出任何声明。事实上，这肯定不可能是真的。给定能量本征态的基础，人们总是可以显式构造一个违反 ETH 的算符，只需在此基础上将该算符写为一个矩阵，其元素显式地不遵守 ETH 施加的条件。相反，通过写下一个矩阵，其元素被专门选择来服从 ETH，找到满足ETH 的算符总是可能的。鉴于此，人们可能会认为 ETH 的用处有些微不足道。然而，要记住的重要考虑因素是，如此构建的这些算符可能没有任何物理相关性。虽然人们可以构建这些矩阵，但尚不清楚它们是否对应于可以在实验中实际测量的可观测值，或者是否与物理上有趣的量有任何相似之处。系统希尔伯特空间上的任意厄米算子不需要对应于物理上的可观测量。 
通常，ETH 被假设为对“少体算子”有效  ，即仅涉及少量粒子的可观察量。这方面的例子包括粒子气体中给定动量的占据，  或粒子晶格系统中特定位置的占据。 请注意，虽然 ETH 通常应用于诸如此类的“简单”少体算子，但这些可观测量不需要在空间中是局域的 - 上例中的动量算子并不代表局域量。 
尽管传统统计力学做出了预测，但孤立的、不可积的量子系统未能热化的情况也引起了相当大的兴趣。表现出多体局域化的无序系统是此类行为的候选者，可能存在激发能本征态，其热力学性质更接近于基态。  一个没有静态无序的完全孤立的、不可积的系统是否会无法热化仍然是一个悬而未决的问题。一种有趣的可能性是“量子解纠缠液体”的实现。 在热化系统中，是否所有本征态都必须服从 ETH，这也是一个悬而未决的问题。
本征态热化假说与混沌的量子性质密切相关（参见量子混沌）。此外，由于经典混沌系统也是遍历的，因此几乎所有其轨迹最终都会均匀地探索整个可访问相空间，这意味着量子混沌系统的本征态在半经典近似{\displaystyle \hbar \rightarrow 0}下均匀地填充量子相空间（直到随机涨落） 。特别地，有一个量子遍历定理表明算子的期望值在{\displaystyle \hbar \rightarrow 0}时收敛到相应的微正则经典平均值。然而，量子遍历定理留下了非遍历态的可能性，例如量子疤痕。除了传统的疤痕之外，    还有另外两种类型的量子疤痕，它们进一步说明了量子混沌系统中的弱遍历性破缺：扰动引起的量子疤痕    和多体量子疤痕。 由于前者产生了特殊的近简并未扰动态和扰动的局部性质的综合效应，  疤痕可以减慢无序量子点和量子阱中的热化过程，进一步这些量子疤痕可用于在无序纳米结构中以高保真度传播量子波包，这一事实说明了这一点。 另一方面，后一种形式的疤痕被推测 是实验观察到的冷原子热化出乎意料缓慢的罪魁祸首。 
 